# Mansvet Havel
Mansvet Havel († 1919) byl český auskultant při státním zastupitelství v Těšíně, který padl během československo-polských bojů o Těšínsko dne 28. ledna 1919. K incidentu došlo navečer u Kyselova, když byl polskou vojenskou hlídkou zastřelen.